# Casă
O casă este o clădire rezidențială, care poate să difere în complexitate, de la o colibă rudimentară la un complex, structuri de lemn, zidărie, beton sau alte materiale, echipate cu rețele de apă,  rețele electrice, de încălzire, gaz, răcire, sau de canalizare. Casele folosesc o gamă largă de sisteme de acoperișuri astfel încât să țină departe de camere precipitații ca ploile sau ninsorile. Casele pot să aibă uși sau încuietori pentru a asigura spațiul locativ și pentru a-și proteja locuitorii împotriva furturilor sau a altor infracțiuni. Majoritatea caselor convenționale din culturile occidentale vor conține unul sau mai multe dormitoare și băi, o bucătărie sau o zonă de gătit și o sufragerie. O casă poate să aibă o sală de mese separată, sau zona de mâncare poate să fie integrată într-o altă cameră. Unele case mari din America de Nord au și o sală de recreere. În societățile tradiționale orientate spre agricultură, animalele domestice, cum ar fi puii sau animalele mai mari (ca vitele) pot să împartă o parte din casă cu oamenii.
Unitatea socială care locuiește într-o casă este cunoscută sub numele de gospodărie. Cel mai frecvent, o gospodărie este o unitate familială de un fel, chiar dacă gospodăriile pot să fie și alte grupuri sociale, cum ar fi colegii de cameră. Unele case au doar un spațiu de locuit pentru o singură familie sau un grup de dimensiuni similare;  casele mai mari numite case de oraș sau case de rând pot să conțină numeroase locuințe familiale în aceeași structură. O casă poate să fie însoțită de clădiri mai mici, cum ar fi un garaj pentru vehicule sau o magazie pentru echipamente și unelte de grădinărit. O casă poate să aibă o grădină sau o curte din față, care servesc ca zone suplimentare în care locuitorii pot să se relaxeze sau să mănânce.